# Neale Donald Walsch
Neale Donald Walsch, född 10 september 1943 i Milwaukee, Wisconsin, är en amerikansk, andlig personlighet som är författare till bok-trilogi Samtal med Gud. Den återger de budskap som han menar sig ha mottagit – via automatskrift – direkt från Gud. (Under en livskris började Walsch skriva ner frågor till Gud om sin livssituation. Frågor som de flesta människor ställer någon gång i livet. Plötsligt fick pennan eget liv och han började få svar på sina frågor. Walsch upplevde att den här boken hände honom, det var inte han själv som skrev".) Sådant i det religiösa, andliga sammanhanget är detsamma som att säga att Walsch betraktar sig som en budbärare – en nutida profet. Han låter sina läsare bedöma sanningshalten i hans böcker i deras hjärta.
Walsch är i sin egenskap av profet en ledare för "Samtal med Gud-rörelsen", en ny rörelse inom new age, där man menar att alla människor är en del av Gud (är Gud), och att alla människor är medskapare. Walschs teologi kan kanske, på grundval av detta, sägas företräda en antropomorf panenteism.
Walsch bor med sin fru Nancy i södra Oregon, USA. Tillsammans grundade de Conversations with God Foundation, en ideell stiftelse för personlig utveckling och andlig förståelse vars yttersta syfte är att hjälpa människor att hitta tillbaka till sig själva. Med Marianne Williamson skapade han Global Renaissance Alliance och med flera av sina vänner Humanity's Team. Han föreläser och leder seminarier över hela världen och sprider budskapet från sina böcker.

## Utvalt citat
Jag lovar att himmel och jord kommer att försvinna, men du gör det inte. Detta evighetsperspektiv hjälper dig att se saker och ting i deras rätta ljus. Du kan definiera de rådande tillstånden och omständigheterna som det de verkligen är: tillfälliga och jordiska. (Samtal med Gud. Bok 1, sid. 155)

## Skrifter i svensk översättning
- Samtal med Gud. En ovanlig dialog. Bok 1. Egmond Richter AB, Malmö, 2001.

Bok 1 tar upp fundamentala spörsmål och innehåller grundläggande sanningar, viktiga insikter samt behandlar viktiga personliga frågor och ämnen av den mänskliga erfarenheten och visar på ett subtilt sätt vägen som leder till läkning.
- Samtal med Gud. En ovanlig dialog. Bok 2. Egmond Richter AB, Malmö, 2001.

Bok 2 innehåller betydligt mer långtgående sanningar, mer storslagna insikter och behandlar globala frågor och ämnen samt forskar i vår situation såsom en enda global gemenskap och visar möjligheter till förändringar.
- Samtal med Gud. En ovanlig dialog. Bok 3. Egmond Richter AB, Malmö, 2001.

Bok 3 innehåller de största sanningar som människan klarar av att inse och behandlar universella frågor och ämnen – "frågor som sysselsätter alla varelsers universum" det vill säga bjuder in till insikt i universums kosmologi, beskriver främmande, mer utvecklade civilisationers liv samt sänder uppmaningar till dem som brinner av längtan att skapa en ny värld.
- Gemenskap med Gud. Egmond Richter AB, Malmö, 2002.

- Vänskap med Gud. En ovanlig dialog. Egmond Richter AB, Malmö, 2003.

- De nya uppenbarelserna. Dialogen är alltmer angelägen. Egmond Richter AB, Malmö, 2003.

- Morgondagens Gud. "Vår största andliga utmaning". Damm Förlag AB, 2005.